# Mike Jeffries
Pour les articles homonymes, voir Jeffries.
Michael Stanton « Mike » Jeffries (né le 15 juillet 1944) est un homme d'affaires américain. Il est PDG d'Abercrombie & Fitch entre 1992 et 2014.

## Biographie
Michael Jeffries est né en 1944, il est le fils de Shirley et Donald R. Jeffries (1918-1985). Il grandit à Los Angeles, en Californie, où son père possédait une chaîne de magasins Party Time. Après le lycée, Jeffries fréquente le Claremont McKenna College (en) où il obtient, en 1966, un BA en économie. Il obtient ensuite un MBA à la Columbia Business School en 1968 et étudie également à la London School of Economics (LSE).
La même année, Jeffries rejoint le programme de formation en gestion chez Abraham & Straus, une chaine de magasins new-yorkais. À cette époque, Jeffries  travaille avec Millard Drexler (en) (future PDG de Gap Inc., et J. Crew).
Le 3 avril 1971, à Miami, en Floride, Jeffries épouse Susan Marie Isabel Hansen, fille de Charles Henry Hansen, président et fondateur de Chas. H. Hansen Music Corp. (en). En 1984, Jeffries fonde Alcott & Andrews, une marque destinée aux femmes d’affaires. Après une réussite initiale, la marque fait faillite, en 1989, en raison d'une expansion excessive,. Par la suite, Jeffries entre chez Paul Harris, une chaîne de vêtements du Midwest.
Jeffries est embauché comme Chief Executive Officer en 1992 par Les Wexner (PDG de Limited Brands, qui s'appelait alors The Limited (en)) pour dynamiser Abercrombie & Fitch. L'entreprise, fondée en 1892, avait été achetée par Limited Brands en 1988 après sa faillite. Jeffries est considéré comme ayant été le principal initiateur du renouveau de la marque. Il développe une haute gamme de vêtements pour les étudiants. Au milieu des années 1990, Abercrombie & Fitch ouvre des dizaines de nouveaux magasins et en 1996, sous la direction de Jeffries qui vient de devenir Président du conseil d'administration, Limited Brands se retire de l’entreprise.
En 2011, sa rémunération  a été estimée à plus de 46 609 075 $. Jeffries détient aussi environ 2,8 % des actions de la société lui octroyant de facto un certain poids dans la gouvernance de la société. Son contrat prévoit une compensation de plus de cent millions de dollars s’il devait perdre son emploi en raison d'un changement de propriétaire.
Le 9 décembre 2014, Jeffries démissionne de la présidence d'Abercrombie & Fitch.

## Controverse
Mike Jeffries a régulièrement tenu des propos qui ont offensé des groupes aussi divers que les mouvements féministes et l'American Decency Association (en), et ont entrainé un bon nombre de controverses et de procès:
« We hire good-looking people in our stores. Because good-looking people attract other good-looking people, and we want to market to cool, good-looking people. We don't market to anyone other than that. »
Dans une entrevue de 2006 avec Salon, il déclare que sa ligne de vêtements est exclusivement destinée aux personnes «cool». En outre, il a dit qu'il ne veut pas que les gens en surpoids porte ses vêtements. Ces commentaires ont entrainé une controverse en 2013 et induit une publicité négative à l’échelle internationale sur les pratiques marketing d'Abercrombie & Fitch,.

## Affaire judiciaire

### Inculpation pour trafic sexuel
En 2023, un documentaire de la BBC, soutenu par de nombreux témoignages collectés pendant deux ans, accuse Mike Jeffries de trafic sexuel entre 1992 et 2014. On estime que plus d'une centaine de jeunes hommes ont été exploités sexuellement en échange de promesses d'emploi et de drogue, parfois contre leur gré. Une enquête criminelle a été ouverte par le FBI contre Jeffries et son compagnon, Matthew Smith.
Le 22 octobre 2024, Jeffries et Matthew Smith et leur collègue James Jacobson ont été arrêtés pour trafic sexuel et prostitution interétatique dans le cadre d'une affaire menée dans le district oriental de New York.